# Östhammar
Östhammar este un oraș în Suedia.

## Demografie
| \| Evoluția demografică a zonei urbane Östhammar, 1970–2015 \| Evoluția demografică a zonei urbane Östhammar, 1970–2015 \| Evoluția demografică a zonei urbane Östhammar, 1970–2015 \| Evoluția demografică a zonei urbane Östhammar, 1970–2015 \| Evoluția demografică a zonei urbane Östhammar, 1970–2015 \| \| --------------------------------------------------------------------------------------- \| -------------------------------------------------------- \| -------------------------------------------------------- \| -------------------------------------------------------- \| -------------------------------------------------------- \| \| An \| \| \| Locuitori \| \| \| 1970 \| 1970 \| \| 2.668 \| 2.668 \| \| 1975 \| 1975 \| \| 3.404 \| 3.404 \| \| 1980 \| 1980 \| \| 4.394 \| 4.394 \| \| 1990 \| 1990 \| \| 4.776 \| 4.776 \| \| 1995 \| 1995 \| \| 4.892 \| 4.892 \| \| 2000 \| 2000 \| \| 4.505 \| 4.505 \| \| 2005 \| 2005 \| \| 4.598 \| 4.598 \| \| 2010 \| 2010 \| \| 4.534 \| 4.534 \| \| 2015 \| 2015 \| \| 4.726 \| 4.726 \| \| Sursa: SCB - Statistika Centralbyrån, Folkmängden per tätort. Vart femte år 1960 - 2016 \| \| \| \| \| |      |  |           |       |
| Evoluția demografică a zonei urbane Östhammar, 1970–2015 |      |  |           |       |
| An |      |  | Locuitori |       |
| 1970 | 1970 |  | 2.668     | 2.668 |
| 1975 | 1975 |  | 3.404     | 3.404 |
| 1980 | 1980 |  | 4.394     | 4.394 |
| 1990 | 1990 |  | 4.776     | 4.776 |
| 1995 | 1995 |  | 4.892     | 4.892 |
| 2000 | 2000 |  | 4.505     | 4.505 |
| 2005 | 2005 |  | 4.598     | 4.598 |
| 2010 | 2010 |  | 4.534     | 4.534 |
| 2015 | 2015 |  | 4.726     | 4.726 |
| Sursa: SCB - Statistika Centralbyrån, Folkmängden per tätort. Vart femte år 1960 - 2016 |      |  |           |       |